# Колиси, Сия
Сияматанда «Сия» Колиси (коса Siyamthanda Kolisi; 16 июня 1991, Порт-Элизабет, ЮАР) — южноафриканский регбист, игрок национальной сборной ЮАР и клуба «Шаркс», выступающий на позиции фланкера. Первый чернокожий капитан в истории «Спрингбокс».

## Клубная карьера
Свою регбийную карьеру Колиси начал в команде школы им. Джорджа Грея из своего родного города Порт-Элизабет. С 2007 года он заключил молодёжный контракт с клубом «Истерн Провинс Кингз», за который выступал на южноафриканских юношеских соревнованиях в командах до 16 и 18 лет.
В 2010 году состоялся переход Сияматанды в клуб «Уэстерн Провинс», выступающем в кубке Карри. Однако, свой первый матч на профессиональном уровне Колиси провёл в кубке Водаком 26 февраля 2011 года против «Голден Лайонз», выйдя в стартовом составе. В этом же году он поучаствовал и в кубке Карри, на котором 13 раз появлялся в составе и сумел занести 4 попытки.
В новом сезоне 2012 года он был включён в заявку «Стормерз» для участия в Супер Регби, на котором его команда сумела достичь полуфинала турнира, уступив в решающем матче за выход в главный финал «Шаркс». На кубке Карри 2013 года команда Колиси уступила уже в финале, проиграв «Натал Шаркс» 19-33.
Колиси входит в совет директоров MyPlayers Rugby, которая является организацией всех профессиональных игроков в регби в Южной Африке.
Колиси подписал контракт с клубом Шаркс в феврале 2021 года после успешной покупки контрольного пакета акций команды компанией MVM Holidings.

## Карьера в сборной
Сия Колиси привлекался к играм за молодёжную сборную ЮАР по регби на молодёжном чемпионате мира 2010 и 2011 годов, проходивших в Италии и Аргентине.
15 июня 2013 года Сия провёл свою первую встречу за сборную ЮАР, сыграв в тестовом матче против команды Шотландии, выйдя на замену на 5-й минуте вместо травмированного Арно Боты.
28 августа 2015 года Колиси был включён в состав сборной для участия в чемпионате мира, где стал бронзовым призёром. В 2019 году со сборной выиграл чемпионат мира в Японии.
Он стал первым чернокожим капитаном Сборной ЮАР по регби, проведя дебютную игру против Англии в Эллис-парке 9 июня 2018 года. Он был капитаном южноафриканской команды на чемпионате мира по регби 2019 года в Иокогаме, победив Англию со счетом 32–12 в финале и завоевал Кубок Уэбба Эллиса. Это была третья победа Южной Африки на чемпионате мира. Сия Колиси стал первым чернокожим капитаном команды, выигравшей чемпионат мира.
В июле 2021 года перенес заражение вирусом SARS-CoV-2 во время подготовки сборной к играм против британцев и ирландцев.

## Семья и личная жизнь
Супруга — Рэйчел Смит, свадьба состоялась в 2016 году. Дети: сын Николас (р. 2015) и дочь Кезайя (р. 2018). Также Колиси взял на попечение единоутробных сестёр Рэйчел, Лийему и Лифело: с 2009 по 2014 годы они жили в приютах Порт-Элизабет, пока их не взял на воспитание Сия. Рэйчел, старше на год Сии, уроженка Грэмстауна, работала в области маркетинга, прежде чем уйти в декретный отпуск.
Колиси — набожный христианин.
Является ярым фанатом английского футбольного клуба «Ливерпуль».

## Благотворительность
В ответ на пандемию COVID-19 в Южной Африке Колиси и его жена основали Фонд The Kolisi Foundation в 2020 году. Фонд предоставляет средства индивидуальной защиты медицинским работникам и доставляет продуктовые посылки по всей Южной Африке, уделяя особое внимание поселку Зуайд, где провел детские годы Колиси.